# Ceto (Lombardia)
Ceto (lombardul: Sét, kelet-lombardul: Hét) település Olaszországban, Lombardia régióban, Brescia megyében. Lakosainak száma 1772 fő (2023. január 1.). Ceto Braone, Breno, Capo di Ponte, Cerveno, Cimbergo, Valdaone, Ono San Pietro és Cevo községekkel határos.

## Népesség
A település lakossága az elmúlt években az alábbi módon változott:
| Lakosok száma | 1912 | 1886 | 1772 |
|               | 2017 | 2018 | 2023 |